# Diacodexis

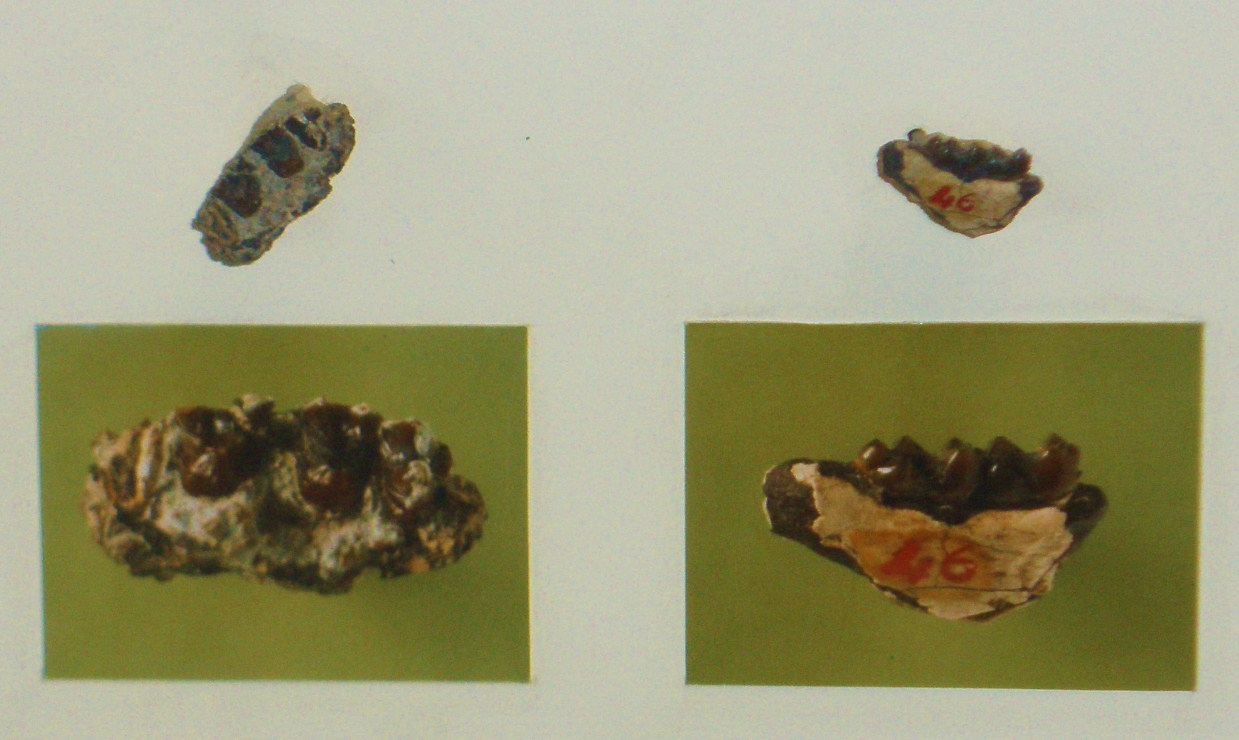
Fragmentos de mandíbula

Diacodexis es un género extinto de mamíferos artiodáctilos. Fueron muy cosmopolitas, extendiéndose estos fósiles encontrados en Asia, Europa y Norteamérica. Vivieron desde comienzos del Eoceno hace 56,4 millones de años hasta 46 millones de años.
En vida, se asemejaba al moderno duiker, que puede medir hasta 50 centímetros de longitud corporal. con una cola muy larga. A diferencia de los artiodáctilos posteriores, todavía conservaba cinco dedos en cada una de las extremidades, aunque el tercer y cuarto dedo ya eran alargados.

## Morfología
Los especímenes fósiles de cuatro individuos fueron examinados por Legendre y Roth. 
- Espécimen 1: 3,22 kg (7 lbs)
- Espécimen 2: 2,89 kg (6,3 lbs)
- Espécimen 3: 2,62 kg (5,7 lbs)
- Espécimen 4: 2,24 kg (4,9 lbs).[3]